# La torre de Mabel
La torre de Mabel es una telenovela chilena, de género comedia y drama, escrita por Patricio Heim, dirigida por Cristián Mason y producida por AGTV para Canal 13. Fue estrenada el 14 de junio de 2021.
Protagonizada por Paloma Moreno, Álvaro Gómez, Blanca Lewin y Elisa Zulueta. Con Álvaro Espinoza y Ignacia Baeza en los roles antagónicos.

## Argumento
La historia girará en torno a Mabel Andrade, una mujer acomodada que luego de un “error” que terminará en escándalo, es expulsada de su hogar y quedará a punto de quedarse sin la tuición de sus hijos. En un intento por ganarse la vida y recuperar su rol de madre, iniciará un osado emprendimiento: un motel clandestino que instalará junto a sus nuevas amigas, dos vecinas de un colapsado edificio en Santiago Centro. En esta nueva etapa, además, creerá conocer al amor de su vida, un encantador médico. Sin embargo, desconoce que él no es quien realmente dice ser.
De esta manera, la trama mostrará cómo una mujer tratará de rehacer su existencia en medio de un país que todavía tiende a discriminar a mujeres que son madres y que han privilegiado su vida familiar por sobre la profesional.

## Reparto
- Paloma Moreno como Mabel Andrade
- Álvaro Espinoza como Gaspar Elizondo
- Ignacia Baeza como Laura Elizondo
- Álvaro Gómez como Carlos Ortega /Juan Pablo Arismendi
- Elisa Zulueta como Soledad Padmini[6]
- Blanca Lewin como Pandora Torres[7]
- Mauricio Pešutić como Julio Ortega
- Coca Guazzini como Mercedes Walker[8]
- Luis Gnecco como Arturo Fernández
- Malucha Pinto como Graciela Cáceres[9]
- Marcial Tagle como Valerio Moya[10]
- Carmen Bresky como Marla Cabezas[11]
- Luis Uribe como Raúl Mondaca
- Jaime Omeñaca como Wilson Vásquez[12]
- Renato Jofré como José Tomás Mondaca
- Camila Roeschmann como Isabel Fuentes[13]
- Alejandro Balboa como Gaspar Elizondo
- María Paz Vergara como Martina Elizondo

### Recurrentes e invitados especiales
- Josefina Montané como Florencia Bustamante[14]
- Denise Rosenthal como ella misma
- Amaya Forch como Rita Bustamante[15]
- Adela Calderón como Filomena Pérez[16]
- Renato Illanes como Paulino Becerra
- Mariana Prat como Abuela de Isabel.
- Felipe Ríos como Roberto Briones[17]
- Claudio Ravanal como Rafael Aranda
- Óscar Garcés como Pedro[18]
- Valentina Catalán como Verónica Cerón[19]
- Myriam Pérez como Rosita
- Emilia Noguera como Cecilia Avendaño.
- Sebastián Arrigorriaga como Sebastián "Bobby" Contreras.
- Juan Cano como Rodrigo Cantarutti / Michael "Justin" Mardones.
- María Angélica Luzzi como Madre de Verónica.
- Carol Matos como Leslie

## Producción
Desde el interior de Canal 13, el productor Matías Ovalle, declaró: «nos motiva hacer una trama que muestre cómo las mujeres, a pesar de todas las adversidades que pueden enfrentar en la vida, salen adelante y se reinventan una y otra vez, lo cual se mezcla e inserta en el contexto del Chile actual».
La historia se basa en el feminismo y la desigualdad social. Originalmente iba a ser estrenada en 2020, pero la pandemia de COVID-19 obligó a suspender sus grabaciones en dos ocasiones. Debido a los malos resultados en el rating, la teleserie fue cambiada al horario del trasnoche a las 00:30 hrs.

#### Equipo
- Productor ejecutivo: Matías Ovalle, Pablo Ávila
- Guion: Patricio Heim
- Director general: Cristián Mason
- Productor general: Caco Muñoz, Eduardo Alegría
- Director: Roberto Rebolledo
- Editor: Cristóbal Díaz